# シネマ通信
『シネマ通信』（シネマつうしん、CINEMATIC REPORT）およびその後継番組『シネ通!』（シネつう、Cine-tsu）は、テレビ東京系列局ほかで放送された映画情報番組である。通称「シネ通」。

## 概要

### シネマ通信
1994年4月9日、テレビ東京のみで放送のローカル深夜番組として放送開始。
最新映画の紹介を専門とする情報番組で、ハリウッドの大作から単館映画作品まで様々な作品を紹介していた。日米ランキングの最速情報の紹介や現地へ赴いての取材企画などを実施していたほか、スクリーン・クォーター制度についての特集や今村昌平監督追悼企画など、映画に対して真摯な姿勢で臨む企画も実施していた。
リポーターのジェファソン・デイビス、イラストレーター・映画評論家の石川三千花らを出演者に擁していたこともあって人気番組となったが、2001年3月25日に一度放送を終了した。この当時はタイムワープが制作を担当し、資生堂・SONY・Apple Computerなどがスポンサーを務めていた。
※2001年4月6日から2002年3月29日までは金曜24時45分から同番組と内容の近い「シネマDo」が放送されていた。
その後の2006年4月6日、番組はテレビ東京系全国ネット番組になって復活し、再び資生堂の提供で放送された。放送再開後には携帯電話向けウェブサイトとの連動に特化させたり、Pod Castingのサービスを開始したりとマルチメディアな展開を強めていたが、系列地方局と系列外ネット局の岩手朝日テレビが途中打ち切り。以後はテレビ東京のみで放送されるようになった。そして、2007年3月29日に番組は終了した。

### シネ通!
その後の2009年10月3日、番組は『シネ通!』と題した上で2度目の復活を果たした。
この番組で初めて司会を設け、「これを見ればシネマ通になれる」をコンセプトに加えた。石川三千花のイラストもそのまま使われており、事実上のリメイク番組となっていた。なお、『シネマ通信』時代にはテレビ東京は番組の制作には直接携わらず、放送枠の貸与のみというスタンスを取っていたが、『シネ通!』ではテレビ東京が制作に加わり、タイムワープとの共同制作という形になった。
2010年10月からは、放送時間をそれまでの土曜 23:55 - 24:20から土曜 24:50 - 25:20に変更。それに伴い、TVQ九州放送以外の系列地方局と系列外ネット局の岐阜放送が放送を打ち切った（TVQも同年12月に打ち切り）。同時にテレビ東京では、直後の時間帯に編成されていた『バラエティ7』土曜の番組群（『アリなし〜アリケン★ゴールデンスタジアム〜』および『板尾ロマン』）とともに3番組連続でステーションブレイクの無い編成となった。
テレビ東京の土曜22時30分以降の番組改編に伴い、2011年9月24日に番組は終了した。

## 出演者

### 司会
いずれも『シネ通!』からの出演者。
- 設楽統（バナナマン）
- メロディー洋子

### リポーター
『シネマ通信』第1期では、前述のジェファソン・デイビスがリポーターを務めていた。第2期では、アメリカからはクリスチャン・マルミンとシャウナ・シヴァーの2人が、フランスからはタカちゃんが、そして日本からは末吉里花、嵯峨百合子とシルヴィアの2人が務めていたが、クリスチャン・マルミンはその後番組に出演しなくなった。さらに、放送再開当初はもう1人女性リポーターがいたが、2006年4月以降は一度も登場しなかった。『シネ通!』ではジェファソン・デイビスが復活し、2009年10月から2010年5月頃にかけてリポーターを務めていた。

### ナレーター
『シネマ通信』第1期では、武居“M”征吾と鈴木万由香がナレーターを務めていた。第2期では、諏訪部順一と秀島史香が務めていた。『シネ通!』では、デーヴ・フロム、三石琴乃、バロン山崎が担当していた。3番組を通してナレーターを担当していた人物はいない。

## スタッフ
- 構成：上下真三
- 技術：ジェニック
- 編集：山下直哉、石川弘一（ARTPLAZA・第1期）、望月浩久（第2期）
- MA：阿部友哉（ARTPLAZA・第1期）
- 音響効果：田中寿一、栗田勇児、石崎野乃（J-WORKS）
- ディレクター：吉川孝、花阪幸一、兼子ナオシ
- プロデューサー：時盛裕行
- 製作：テレビ東京、TimeWarp

## 主な放送内容
『シネマ通信』時代には、SOIL&"PIMP"SESSIONSの曲をBGMに用いることが多かった。

### シネマ通信
What's up Hollywood
公開予定あるいは公開されたばかりのハリウッド大作映画を紹介。プレミアの取材映像やインタビュー映像もこのコーナーで放送していた。
World Cinema Line
ハリウッドをはじめ、ヨーロッパ（ドイツ・フランス）やアジア（韓国・中国）など世界各国の映画情報を伝えていたコーナー。
Cinematic Space
独自の視点で映画を紹介するとの説明がされていた「何でもあり」なコーナー。「俳優」「監督」「ジャンル」など、様々な切り口で面白さを追求していた。
プレゼント
番組は映画のチケットなどを視聴者プレゼントにしていた。番組運営の携帯サイトを介して応募することもできた。

### シネ通!
TOPICS / アメリカ公開最新情報
アメリカの最新映画を紹介していたコーナー。
Cinema Report USA / WORLD
世界各国の映画祭や映画製作の舞台裏などの取材映像を放送していたコーナー。
シネ通!チョイス
ゲストコメンテーターたちが各自一押しの最新映画を司会の設楽とメロディーにプレゼンしていたコーナー。
石川三千花の勝手にシネツー!
石川自筆のイラストを使った映画批評コーナー。

## 放送局

### シネマ通信（第1期）
第1期放送当時の放送時間が判明している局のみを記載する。いわゆるローカルセールス枠の番組であったため、各局ともに放送時間が異なっていた。
| 放送対象地域   | 放送局         | 系列           | 放送日時 | 放送期間                     |
| -------------- | -------------- | -------------- | --- | ---------------------------- |
| 関東広域圏     | テレビ東京     | テレビ東京系列 | 土曜 24:15 - 24:45 （放送開始 - 1995年3月） 土曜 24:05 - 24:35 （1995年4月1日 - 1998年3月） 土曜 24:20 - 24:50 （1998年4月 - 1999年9月） 金曜 24:45 - 25:15 （1999年10月 - 2000年9月30日） 日曜 09:00 - 09:30 （2000年10月 - 放送終了） | 1994年4月9日 - 2001年3月25日 |
| 北海道         | テレビ北海道   | テレビ東京系列 | 月曜 24:45 - 25:15 （放送終了時） | 1996年10月 - 2001年4月2日    |
| 愛知県         | テレビ愛知     | テレビ東京系列 | 水曜 25:25 - 25:55 （放送開始時） 土曜 26:20 - 26:50 （放送終了時） | 1996年10月9日 - 2001年1月6日 |
| 岡山県・香川県 | テレビせとうち | テレビ東京系列 | 土曜 25:55 - 26:25 （放送終了時） | 不明 - 2001年3月             |
| 日本全域       | BSジャパン     | BSデジタル放送 | 火曜 19:25 - 19:55 （放送終了時） | 不明 - 2001年3月             |

### シネマ通信（第2期）
第2期でもローカルセールス枠の番組として放送された。系列地方局5局での放送は2006年秋の改編を機に全て終了し、系列外の岩手朝日テレビでの放送も2006年12月末をもって終了。以後はテレビ東京のみで放送され続けた。
| 放送対象地域   | 放送局         | 系列           | 放送日時           | 放送期間                                              |
| -------------- | -------------- | -------------- | ------------------ | ----------------------------------------------------- |
| 関東広域圏     | テレビ東京     | テレビ東京系列 | 木曜 25:30 - 26:00 | 2006年4月6日 - 2007年3月29日                          |
| 北海道         | テレビ北海道   | テレビ東京系列 | 水曜 25:30 - 26:00 | 2006年4月 - 2006年9月 （一部の局では10月第1週目まで） |
| 愛知県         | テレビ愛知     | テレビ東京系列 | 金曜 25:58 - 26:28 | 2006年4月 - 2006年9月 （一部の局では10月第1週目まで） |
| 大阪府         | テレビ大阪     | テレビ東京系列 | 火曜 25:30 - 26:00 | 2006年4月 - 2006年9月 （一部の局では10月第1週目まで） |
| 岡山県・香川県 | テレビせとうち | テレビ東京系列 | 木曜 25:30 - 26:00 | 2006年4月 - 2006年9月 （一部の局では10月第1週目まで） |
| 福岡県         | TVQ九州放送    | テレビ東京系列 | 土曜 25:40 - 26:10 | 2006年4月 - 2006年9月 （一部の局では10月第1週目まで） |
| 岩手県         | 岩手朝日テレビ | テレビ朝日系列 | 水曜 25:15 - 25:45 | 2006年4月 - 2006年12月                                |

### シネ通!
放送開始から1年間はテレビ東京系列局と岐阜放送で放送されていたが、岐阜放送は2010年春の改編を機に、テレビ北海道・テレビ愛知・テレビ大阪・テレビせとうちの4局も同年秋の改編を機に放送を終了。また、かつて土曜版の『neo sports』が放送されていた枠に入ったことから、当初は各局ともに放送時間が統一されていたが、2010年秋の改編以降は『シネマ通信』と同様にローカルセールス枠へと移行した。同時に、テレビ東京での放送時間移動先である土曜24:50枠が『バラエティ7』から独立し、2007年9月に終了した『史上最強の弟子ケンイチ』以来の単独枠となった。
| 放送対象地域   | 放送局         | 系列           | 放送日時 | 放送期間                       | 備考                 |
| -------------- | -------------- | -------------- | --- | ------------------------------ | -------------------- |
| 関東広域圏     | テレビ東京     | テレビ東京系列 | 土曜 23:55 - 24:20 （2009年10月 - 2010年9月） 土曜 24:50 - 25:20 （2010年10月 - 2011年9月） 日曜 10:30 - 10:55 （再放送、2010年4月 - 2010年6月） | 2009年10月3日 - 2011年9月24日  | 製作局               |
| 北海道         | テレビ北海道   | テレビ東京系列 | 土曜 23:55 - 24:20 （2009年10月 - 2010年9月） | 2009年10月3日 - 2010年9月18日  | 同時ネット           |
| 愛知県         | テレビ愛知     | テレビ東京系列 | 土曜 23:55 - 24:20 （2009年10月 - 2010年9月） | 2009年10月3日 - 2010年9月18日  | 同時ネット           |
| 大阪府         | テレビ大阪     | テレビ東京系列 | 土曜 23:55 - 24:20 （2009年10月 - 2010年9月） | 2009年10月3日 - 2010年9月18日  | 同時ネット           |
| 岡山県・香川県 | テレビせとうち | テレビ東京系列 | 土曜 23:55 - 24:20 （2009年10月 - 2010年9月） | 2009年10月3日 - 2010年9月18日  | 同時ネット           |
| 福岡県         | TVQ九州放送    | テレビ東京系列 | 土曜 23:55 - 24:20 （2009年10月 - 2010年9月） 土曜 24:55 - 25:25（2010年10月 - 2010年12月）                                                      | 2009年10月3日 - 2010年12月25日 | 同時ネット → 7日遅れ |
| 岐阜県         | 岐阜放送       | 独立UHF局      | 土曜 23:55 - 24:20 （2009年10月 - 2010年3月） | 2009年10月3日 - 2010年3月27日  | 同時ネット           |

1. 1 2  放送時間変更後第1回目ではテレビ東京の同時ネットだったが、その翌週に別番組を放送し、そのまま7日＋5分遅れになった。

## 関連書籍
- 石川三千花の勝手にシネマ シネマ通信（1995年10月、著者 - 石川三千花、出版 - 世界文化社、ISBN 4-418-95521-6）
- 石川三千花の勝手にシネマ シネマ通信 2 （1996年9月、著者 - 石川三千花、出版 - 世界文化社、ISBN 4-418-96520-3）
- 石川三千花の勝手にシネマ シネマ通信 3 （1998年4月、著者 - 石川三千花、出版 - 世界文化社、ISBN 4-418-98506-9）
- 石川三千花の勝手にシネマ シネマ通信（1999年4月、著者 - 石川三千花、出版 - 文藝春秋、ISBN 4-16-758202-3）